# Liste der Naturdenkmäler in Abtei (Südtirol)
Die Liste der Naturdenkmäler in Abtei (ladinisch und italienisch Badia) enthält die dreizehn als Naturdenkmal ausgewiesenen Objekte auf dem Gebiet der Gemeinde Abtei in Südtirol.
Basis ist das im Internet einsehbare offizielle Verzeichnis der Naturdenkmäler in Südtirol (Stand: 23. Januar 2015). Dabei kann es sich um botanische, geologische oder hydrologische Naturdenkmäler handeln. Die Reihenfolge in dieser Liste orientiert sich an der ID, alternativ ist sie auch nach dem Namen sortierbar.

## Liste
| Foto |                 | Name                                                | Standort                     | Beschreibung                                         |
| ---- | --------------- | --------------------------------------------------- | ---------------------------- | ---------------------------------------------------- |
| BW   | Datei hochladen | Lêch Dlà Lunch ID: 001_G01                          | 46° 36′ 56″ N, 11° 52′ 42″ O | Hydrologisches Naturdenkmal: See                     |
| BW   | Datei hochladen | Lêch Dlà Lè ID: 001_G02                             | 46° 36′ 34″ N, 11° 57′ 28″ O | Hydrologisches Naturdenkmal: See                     |
| BW   | Datei hochladen | Lêch de Laiec ID: 001_G03                           | 46° 33′ 1″ N, 11° 57′ 28″ O  | Hydrologisches Naturdenkmal: Weiher/Teich            |
| BW   | Datei hochladen | Gesteinsschichtung oberhalb Pescol ID: 001_G04      | 46° 37′ 17″ N, 11° 52′ 12″ O | Geologisches Naturdenkmal: Gesteinsschichtung        |
| BW   | Datei hochladen | Fichte unterhalb des Hofes Coz ID: 001_G05          | 46° 36′ 53″ N, 11° 53′ 49″ O | Botanisches Naturdenkmal: Fichte                     |
| BW   | Datei hochladen | Zwei Eschen in Cianacei ID: 001_G06                 | 46° 36′ 40″ N, 11° 54′ 39″ O | Botanisches Naturdenkmal: Esche                      |
| BW   | Datei hochladen | Föhre in Jonoreis oberhalb St. Leonhard ID: 001_G07 | 46° 36′ 31″ N, 11° 54′ 12″ O | Botanisches Naturdenkmal: Föhre                      |
| BW   | Datei hochladen | Esche oberhalb der Kirche in Stern ID: 001_G08      | 46° 34′ 55″ N, 11° 53′ 49″ O | Botanisches Naturdenkmal: Esche                      |
| BW   | Datei hochladen | drei Ahorne bei Ciastel Colz ID: 001_G09            | 46° 34′ 51″ N, 11° 53′ 51″ O | Botanisches Naturdenkmal: Ahorn                      |
| BW   | Datei hochladen | Costes oberhalb St. Kassian ID: 001_G10             | 46° 34′ 23″ N, 11° 56′ 23″ O | Geologisches Naturdenkmal: Geomorphologisches Objekt |
| BW   | Datei hochladen | Wasserfall am Col Locia (Col de Locia) ID: 001_P01  | 46° 33′ 59″ N, 11° 59′ 48″ O | Hydrologisches Naturdenkmal: Wasserfall              |
| BW   | Datei hochladen | Endmoränen des Gschnitz Stadiums ID: 001_P02        | 46° 36′ 17″ N, 11° 56′ 30″ O | Geologisches Naturdenkmal: Moräne                    |
| BW   | Datei hochladen | Bergsturzablagerungen ID: 001_P03                   | 46° 36′ 49″ N, 11° 56′ 37″ O | Geologisches Naturdenkmal: Felssturz                 |
| ja   | Datei hochladen | Lagazuoi See (Lèch de Lagaciò) ID: 001_P04          | 46° 33′ 6″ N, 12° 0′ 19″ O   | Hydrologisches Naturdenkmal: See                     |

| Foto: | Fotografie des Naturdenkmals. Klicken des Fotos erzeugt eine vergrößerte Ansicht. Daneben finden sich zwei Symbole: |
| ID    | Identifikator bei der Abteilung Natur, Landschaft und Raumentwicklung der Südtiroler Landesverwaltung               |